# Brian Pearson
Brian Pearson (* 1967) ist ein Kameramann.
Erste Erfahrungen im Filmgeschäft sammelte er mit Beginn der 1990er Jahre u. a. als einfacher Kameramann. Seit Mitte des Jahrzehnts ist er auch als eigenständiger Kameramann tätig und war bislang an mehr als 50 Film- und Fernsehprojekten beteiligt. Ein Regisseur, mit dem er mehrmals zusammenarbeitete, ist Patrick Lussier.
2007 wurde Pearson für seine Arbeit an Nostalgia Boy mit dem Leo Award ausgezeichnet.

## Filmografie (Auswahl)
- 1996: Bounty Hunters II
- 1999: Visions of Death (After Alice)
- 2000: Düstere Legenden 2 (Urban Legends: Final Cut)
- 2000–2001: Dark Angel (Fernsehserie)
- 2005: School of Life – Lehrer mit Herz (School of Life)
- 2005: Devour – Der schwarze Pfad (Davour)
- 2005: Mein verschärftes Wochenende (The Long Weekend)
- 2006: Butterfly Effect 2
- 2006: Nostalgia Boy
- 2007: White Noise: Fürchte das Licht (White Noise 2)
- 2009: My Bloody Valentine 3D
- 2011: Drive Angry
- 2011: Final Destination 5
- 2012: American Mary
- 2014: Step Up: All In
- 2014: Storm Hunters (Into the Storm)
- 2015: Der Sturm – Life on the Line (Life on the Line)
- 2015: Insidious: Chapter 3 – Jede Geschichte hat einen Anfang (Insidious: Chapter 3)
- 2017: Renegades – Mission of Honor (Renegades)
- 2018: The Miracle Season
- 2018: The Crossing (Fernsehserie)
- 2018: Take Two (Fernsehserie)
- 2019: See – Reich der Blinden (See, Fernsehserie)
- 2025: Clown in a Cornfield